# Collegio di Eddisbury
Eddisbury è stato un collegio elettorale situato in Cheshire, nel Nord Ovest dell'Inghilterra, e rappresentato alla Camera dei comuni del Parlamento del Regno Unito. Eleggeva un membro del parlamento con il sistema first-past-the-post, ossia maggioritario a turno unico. Il collegio è stato abolito in occasione della revisione del 2024.

## Estensione
- 1885–1918: il Municipal Borough della città di Chester, la divisione sessionale di Broxton, e parti delle divisioni sessionali di Chester Castle, Eddisbury, Nantwich e Northwich.
- 1918–1950: il distretto urbano di Tarporley, i distretti rurali di Malpas e Tarvin, nel distretto rurale di Northwich le parrocchie civili di Crowton, Cuddington, Darnhall, Delamere, Eddisbury, Little Budworth, Marton, Oakmere e Wimboldsley, nel distretto rurale di Runcorn le parrocchie civili di Alvanley, Frodsham, Frodsham Lordship, Helsby, Kingsley, Kingswood, Mauley, Newton-by-Frodsham e Norley, e parte del distretto di Nantwich.
- 1983–1997: i ward del distretto di Vale Royal di Church, Cuddington and Marton, Davenham and Moulton, Forest, Frodsham East, Frodsham North West, Frodsham South, Gorst Wood, Gravel, Hartford, Helsby Central, Helsby North, Helsby South and Alvanley Ward, Kingsley, Mara, Milton, Oulton, Over One, Over Two, Swanlow, Tarporley, Vale Royal, Weaver e Wharton, e i ward della città di Chester di Barrow, Farndon, Malpas, Tarvin, Tattenhall, Tilston e Waverton.
- 1997–2010: i ward del distretto di Vale Royal di Cuddington and Marton, Davenham and Moulton, Gravel, Mara, Oulton, Over One, Over Two, Swanlow, Tarporley, Vale Royal e Wharton, i ward del distretto di Crewe and Nantwich di Acton, Audlem, Bunbury, Combermere, Minshull, Peckforton e Wrenbury e i ward della città di Chester di Barrow, Farndon, Malpas, Tarvin, Tattenhall, Tilston e Waverton.
- 2010-2019: i ward del Borough di Vale Royal di Cuddington and Oakmere, Davenham and Moulton, Mara, Tarporley and Oulton, Winsford Dene, Winsford Gravel, Winsford Over, Winsford Swanlow, Winsford Verdin e Winsford Wharton, i ward del Borough di Crewe and Nantwich di Acton, Audlem, Bunbury, Minshull, Peckforton e Wrenbury e i ward della città di Chester di Barrow, Farndon, Kelsall, Malpas, Tarvin, Tattenhall, Tilston e Waverton.
- 2019-2024: i ward di Cheshire West and Chester di Christleton and Huntington, Davenham, Moulton and Kingsmead, Farndon, Gowy Rural, Malpas, Sandstone, Tarporley, Tarvin and Kelsall, Tattenhall, Weaver and Cuddington, Winsford Dene, Winsford Gravel, Winsford Over and Verdin, Winford Swanlow e Winsford Wharton, e i ward di Cheshire East di Audlem, Brereton Rural, Bunbury, Leighton e Wybunbury

Il collegio è stato abolito nel 2024; la città di Winsford è stata trasferita al nuovo collegio di Mid Cheshire, e le aree di Chester a sud del fiume Dee sono state spostate nel nuovo collegio di Chester North and Neston. La parte restante del collegio è stata rinominata Chester South and Eddisbury.
Il collegio era in prevalenza rurale, e copriva il Cheshire sud-occidentale, ricco di minerali e situato a poca distanza dalle città di Liverpool, Manchester e dai centri industriali e manifatturieri della penisola di Wirral e dal Deeside. Ad est del collegio sorgeva parte della foresta di Delamere. La principale città del collegio era Winsford, e tra gli altri insediamenti abitati vi erano Tarvin, Audlem, Kelsall, Malpas e Tarporley.

## Membri del parlamento
| Elezione | Elezione            | Deputato               | Partito               |
| -------- | ------------------- | ---------------------- | --------------------- |
|          | 1885                | Henry James Tollemache | Conservatore          |
|          | 1906                | Arthur Stanley         | Liberale              |
|          | Gen 1910            | Harry Barnston         | Conservatore          |
|          | 1929                | Richard John Russell   | Liberale              |
|          | 1931                | Richard John Russell   | Liberale Nazionale    |
|          | 1943 (S)            | John Loverseed         | Comomon Wealth        |
|          | 1944                | John Loverseed         | Indipendente          |
|          | 1945                | John Loverseed         | Laburista             |
|          | 1945                | John Barlow            | Liberale Nazionale    |
|          | 1950                | Collegio abolito       | Collegio abolito      |
|          | 1983                | Collegio ri-istituito  | Collegio ri-istituito |
|          | 1983                | Alastair Goodlad       | Conservatore          |
| 1999 (S) | Stephen O'Brien     |                        | Conservatore          |
| 2015     | Antoinette Sandbach |                        | Conservatore          |
|          | Antoinette Sandbach | Set 2019               | Indipendente          |
|          | Antoinette Sandbach | Ott 2019               | Lib Dem               |
|          | 2019                | Edward Timpson         | Conservatore          |
|          | 2024                | Collegio abolito       | Collegio abolito      |

## Elezioni

### Elezioni negli anni 2010
| Partito                    | Partito                                   | Candidato                  | Risultati 12 dicembre 2019 | Risultati 12 dicembre 2019 |
| Partito                    | Partito                                   | Candidato                  | Voti                       | %                          |
| -------------------------- | ----------------------------------------- | -------------------------- | -------------------------- | -------------------------- |
|                            | Conservatore                              | Edward Timpson             | 30 095                     | 56,81                      |
|                            | Laburista                                 | Terry Savage               | 11 652                     | 22,00                      |
|                            | Lib Dem                                   | Antoinette Sandbach        | 9 582                      | 18,09                      |
|                            | Verdi                                     | Louise Jewkes              | 1 191                      | 2,25                       |
|                            | UKIP                                      | Andrea Allen               | 451                        | 0,85                       |
|                            |                                           |                            |                            |                            |
| Iscritti                   | Iscritti                                  | Iscritti                   | 73 700                     | 100,00                     |
| ↳ Votanti (% su iscritti)  | ↳ Votanti (% su iscritti)                 | ↳ Votanti (% su iscritti)  | 53 114                     | 72,07                      |
| ↳ Astenuti (% su iscritti) | ↳ Astenuti (% su iscritti)                | ↳ Astenuti (% su iscritti) | 20 586                     | 27,93                      |
|                            |                                           |                            |                            |                            |
|                            | Esito: collegio confermato a Conservatore |                            |                            |                            |

| Partito                    | Partito                                   | Candidato                  | Risultati 8 giugno 2017 | Risultati 8 giugno 2017 |
| Partito                    | Partito                                   | Candidato                  | Voti                    | %                       |
| -------------------------- | ----------------------------------------- | -------------------------- | ----------------------- | ----------------------- |
|                            | Conservatore                              | Antoinette Sandbach        | 29 192                  | 56,88                   |
|                            | Laburista                                 | Cathy Reynolds             | 17 250                  | 33,61                   |
|                            | Lib Dem                                   | Ian Priestner              | 2 804                   | 5,46                    |
|                            | UKIP                                      | John Bickley               | 1 109                   | 2,16                    |
|                            | Verdi                                     | Mark Green                 | 785                     | 1,53                    |
|                            | Pirata                                    | Morgan Hill                | 179                     | 0,35                    |
|                            |                                           |                            |                         |                         |
| Iscritti                   | Iscritti                                  | Iscritti                   | 70 155                  | 100,00                  |
| ↳ Votanti (% su iscritti)  | ↳ Votanti (% su iscritti)                 | ↳ Votanti (% su iscritti)  | 51 319                  | 73,15                   |
| ↳ Astenuti (% su iscritti) | ↳ Astenuti (% su iscritti)                | ↳ Astenuti (% su iscritti) | 18 836                  | 26,85                   |
|                            |                                           |                            |                         |                         |
|                            | Esito: collegio confermato a Conservatore |                            |                         |                         |

| Partito                    | Partito                                   | Candidato                  | Risultati 7 maggio 2015 | Risultati 7 maggio 2015 |
| Partito                    | Partito                                   | Candidato                  | Voti                    | %                       |
| -------------------------- | ----------------------------------------- | -------------------------- | ----------------------- | ----------------------- |
|                            | Conservatore                              | Antoinette Sandbach        | 24 167                  | 51,04                   |
|                            | Laburista                                 | James Laing                | 11 193                  | 23,64                   |
|                            | UKIP                                      | Rob Millington             | 5 778                   | 12,20                   |
|                            | Lib Dem                                   | Ian Priestner              | 4 289                   | 9,06                    |
|                            | Verdi                                     | Andrew Garman              | 1 624                   | 3,43                    |
|                            | CISTA                                     | George Antar               | 301                     | 0,64                    |
|                            |                                           |                            |                         |                         |
| Iscritti                   | Iscritti                                  | Iscritti                   | 68 626                  | 100,00                  |
| ↳ Votanti (% su iscritti)  | ↳ Votanti (% su iscritti)                 | ↳ Votanti (% su iscritti)  | 47 352                  | 69,00                   |
| ↳ Astenuti (% su iscritti) | ↳ Astenuti (% su iscritti)                | ↳ Astenuti (% su iscritti) | 21 274                  | 31,00                   |
|                            |                                           |                            |                         |                         |
|                            | Esito: collegio confermato a Conservatore |                            |                         |                         |

| Partito                    | Partito                                   | Candidato                  | Risultati 6 maggio 2010 | Risultati 6 maggio 2010 |
| Partito                    | Partito                                   | Candidato                  | Voti                    | %                       |
| -------------------------- | ----------------------------------------- | -------------------------- | ----------------------- | ----------------------- |
|                            | Conservatore                              | Stephen O'Brien            | 23 472                  | 51,68                   |
|                            | Lib Dem                                   | Bob Thompson               | 10 217                  | 22,50                   |
|                            | Laburista                                 | Pat Merrick                | 9 794                   | 21,57                   |
|                            | UKIP                                      | Charles Dodman             | 1 931                   | 4,25                    |
|                            |                                           |                            |                         |                         |
| Iscritti                   | Iscritti                                  | Iscritti                   | 65 343                  | 100,00                  |
| ↳ Votanti (% su iscritti)  | ↳ Votanti (% su iscritti)                 | ↳ Votanti (% su iscritti)  | 45 414                  | 69,50                   |
| ↳ Astenuti (% su iscritti) | ↳ Astenuti (% su iscritti)                | ↳ Astenuti (% su iscritti) | 19 929                  | 30,50                   |
|                            |                                           |                            |                         |                         |
|                            | Esito: collegio confermato a Conservatore |                            |                         |                         |

### Elezioni negli anni 2000
| Partito                    | Partito                                   | Candidato                  | Risultati 5 maggio 2005 | Risultati 5 maggio 2005 |
| Partito                    | Partito                                   | Candidato                  | Voti                    | %                       |
| -------------------------- | ----------------------------------------- | -------------------------- | ----------------------- | ----------------------- |
|                            | Conservatore                              | Stephen O'Brien            | 21 181                  | 46,37                   |
|                            | Laburista                                 | Mark Green                 | 14 986                  | 32,81                   |
|                            | Lib Dem                                   | Joanne Crotty              | 8 182                   | 17,91                   |
|                            | UKIP                                      | Steve Roxborough           | 1 325                   | 2,90                    |
|                            |                                           |                            |                         |                         |
| Iscritti                   | Iscritti                                  | Iscritti                   | 72 268                  | 100,00                  |
| ↳ Votanti (% su iscritti)  | ↳ Votanti (% su iscritti)                 | ↳ Votanti (% su iscritti)  | 45 674                  | 63,20                   |
| ↳ Astenuti (% su iscritti) | ↳ Astenuti (% su iscritti)                | ↳ Astenuti (% su iscritti) | 26 594                  | 36,80                   |
|                            |                                           |                            |                         |                         |
|                            | Esito: collegio confermato a Conservatore |                            |                         |                         |

| Partito                    | Partito                                   | Candidato                  | Risultati 7 giugno 2001 | Risultati 7 giugno 2001 |
| Partito                    | Partito                                   | Candidato                  | Voti                    | %                       |
| -------------------------- | ----------------------------------------- | -------------------------- | ----------------------- | ----------------------- |
|                            | Conservatore                              | Stephen O'Brien            | 20 556                  | 46,31                   |
|                            | Laburista                                 | George Eyres               | 15 988                  | 36,02                   |
|                            | Lib Dem                                   | Paul Roberts               | 6 975                   | 15,71                   |
|                            | UKIP                                      | David Carson               | 868                     | 1,96                    |
|                            |                                           |                            |                         |                         |
| Iscritti                   | Iscritti                                  | Iscritti                   | 69 138                  | 100,00                  |
| ↳ Votanti (% su iscritti)  | ↳ Votanti (% su iscritti)                 | ↳ Votanti (% su iscritti)  | 44 387                  | 64,20                   |
| ↳ Astenuti (% su iscritti) | ↳ Astenuti (% su iscritti)                | ↳ Astenuti (% su iscritti) | 24 751                  | 35,80                   |
|                            |                                           |                            |                         |                         |
|                            | Esito: collegio confermato a Conservatore |                            |                         |                         |

## Risultati dei referendum

### Referendum sulla permanenza del Regno Unito nell'Unione europea del 2016
|             | Collegio  | Lasciare UE % | Rimanere in UE % |
| ----------- | --------- | ------------- | ---------------- |
|             | Eddisbury | 52,2%         | 47,8%            |
| Inghilterra | 53,3%     | 46,7%         |                  |
| Regno Unito | 51,9%     | 48,1%         |                  |